# Спринг-Ґарден (Алабама)
Спринг-Ґарден (англ. Spring Garden) — переписна місцевість (CDP) в США, в окрузі Черокі штату Алабама. Населення — 216 осіб (2020).

## Географія
Спринг-Ґарден розташований за координатами 33°58′23″ пн. ш. 85°33′21″ зх. д. / 33.97306° пн. ш. 85.55583° зх. д. (33.972965, -85.555756). За даними Бюро перепису населення США в 2010 році переписна місцевість мала площу 5,87 км², уся площа — суходіл.

## Демографія
Згідно з переписом 2010 року, у переписній місцевості мешкало 238 осіб у 96 домогосподарствах у складі 71 родини. Густота населення становила 41 особа/км². Було 106 помешкань (18/км²).
Расовий склад населення:
| - 96,2 % — білих - 2,1 % — чорних або афроамериканців |

До двох чи більше рас належало 1,7 %. Частка іспаномовних становила 0,0 % від усіх жителів.
За віковим діапазоном населення розподілялося таким чином: 21,0 % — особи молодші 18 років, 66,0 % — особи у віці 18—64 років, 13,0 % — особи у віці 65 років та старші. Медіана віку мешканця становила 46,0 року. На 100 осіб жіночої статі у переписній місцевості припадало 118,3 чоловіків; на 100 жінок у віці від 18 років та старших — 97,9 чоловіків також старших 18 років.
Медіана доходів становила 45 714 долари для чоловіків та 31 932 долари для жінок.
Цивільне працевлаштоване населення становило 121 осіб. Основні галузі зайнятості: виробництво — 50,4 %, сільське господарство, лісництво, риболовля — 15,7 %, роздрібна торгівля — 14,9 %.